# Hallingskarvet
Hallingskarvet er en bjergryg i Vestland og Viken fylke i Norge. Den går fra Geilo og vestover mod den isolerede station Myrdal. Skarv betyder nøgent fjeld. Den er en del af nordfjeldene, som betegner fjeldområderne nord for Bergensbanen . Højeste top er Folarskardnuten (1933 moh.) som har en flot udsigt fra toppen. Nord for Hallingskarvet ligger den store opdæmmede sø Strandavatnet. Syd og øst for Hallingskarvet går Bergensbanen, som har sin højeste station på Finse (1222 m).